# إم. سي. أ. هوغارث
إم. سي. أ. هوغارث (بالإنجليزية: M. C. A. Hogarth)‏ (1 سبتمبر 2000 في الولايات المتحدة)؛ فنانة، كاتِبة وروائية أمريكية.